# Suleiman Al Halabi

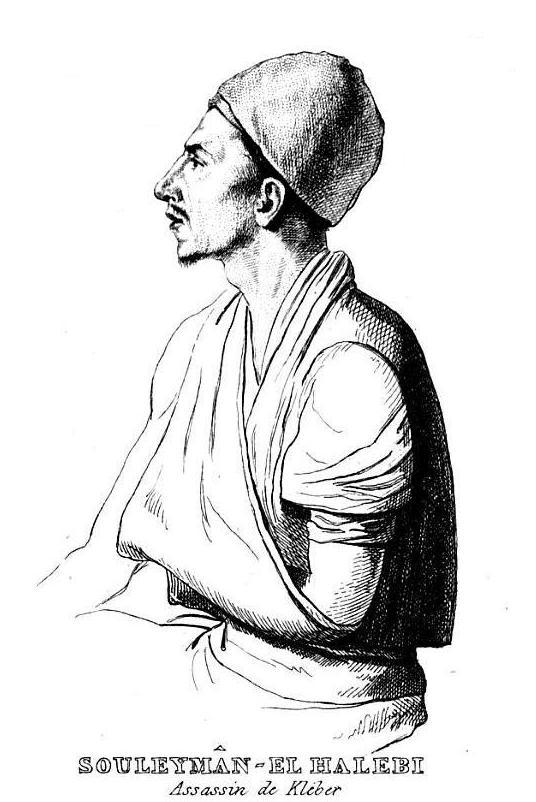
Suleiman Al Halabi.

Suleiman Al Halabi (scris și Soleyman el-Halaby, Souleiman al Halabi, în limba kurdă Seleman Ous Qopar, în arabă سليمان الحلب, n. 1777 Kukan, Siria, Imperiul Otoman - d. 1800 Cairo, Egipt sub ocupație franceză) a fost un student kurd sirian care l-a asasinat la 14 iunie 1800 pe generalul Jean Baptiste Kléber, comandantul militar francez al Egiptului.

## Biografie
Suleiman Al Halabi s-a născut în satul Kukan, lângă Alep, în familia kurdă Ous Qopar, fiul lui Mohammad Amin, un musulman sunit practicant, negustor de unt și ulei de măsline.
Tatăl său îl trimite în Egipt în 1797, pentru a studia științele islamice la Universitatea al-Azhar. În 1800 revine în Siria, unde este surprins de problemele finaciare ale familiei, rezultate din fiscalitatea otomană excesivă.
Există teoria că oficiali turci i-ar fi promis ștergerea unor datorii dacă ar fi asasinat un conducător important al armatei franceze din Egipt. Al Halabi a fost ales pentru că locuia în Egipt unde avea multe contacte.

## Asasinatul

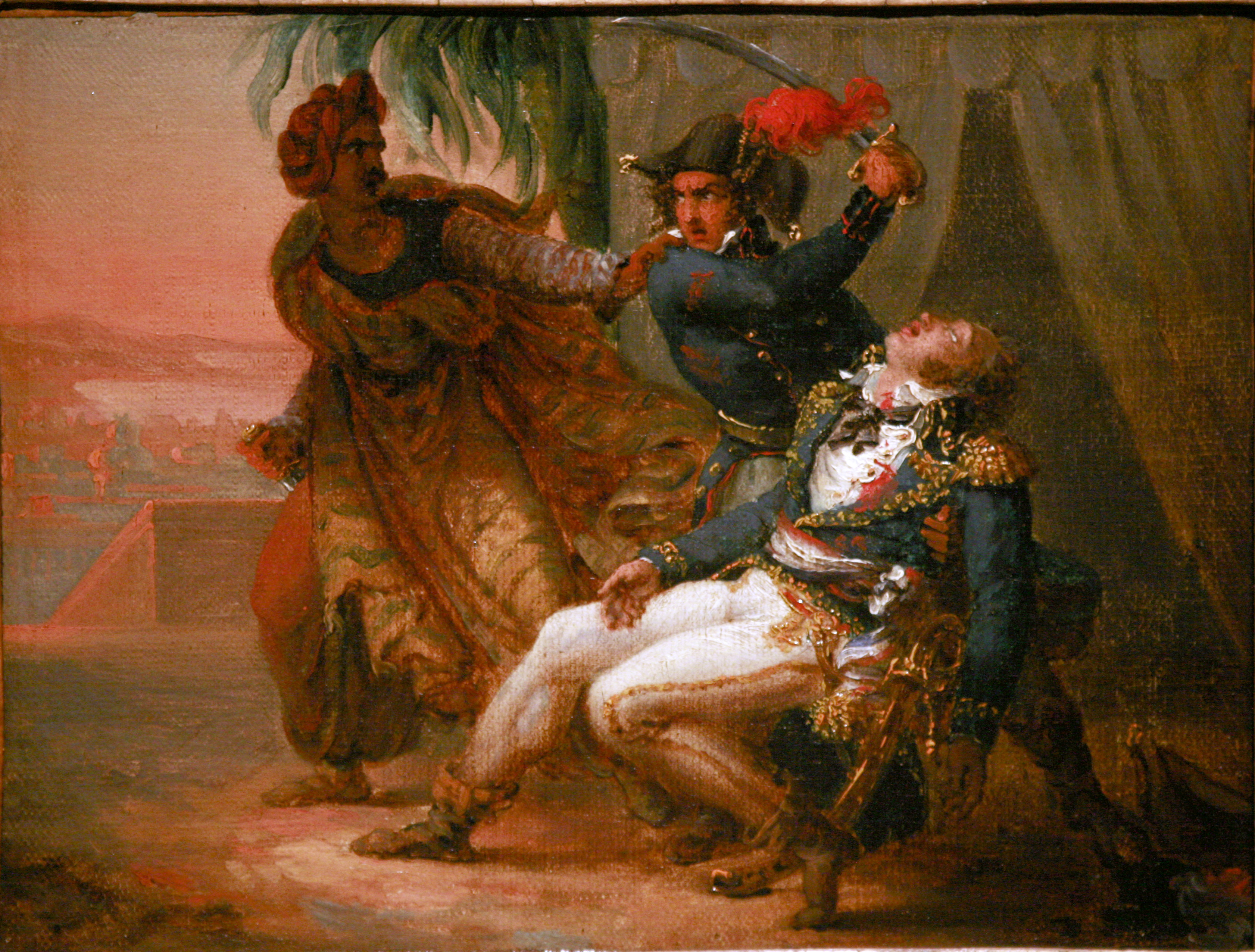
Asasinarea lui Kléber, pictură expusă la Musée historique de Strasbourg.

Kléber era urât în Egipt din cauza masacrului prizonierilor turci, lipsei de respect față de religia musulmană și profanării constante a lăcașurilor de cult de către soldații francezi.
Suleiman Al Halabi l-a atacat pe general pe când acesta se plimba în gradina Palatului Alfi bik. Al Halabi s-a prefăcut că cerșește și l-a înjunghiat pe Kléber în inimă, în stomac, în brațul stâng și în obrazul drept. A fost prins.
A fost torturat pentru a divulga numele persoanelor care au comandat atentatul. Principalul suspect al armatei franceze era Șeicul Al-Sharkawi, unul din liderii rezisțentei locale, cu care se pare că Halabi nu avea nicio legatură. Oricum, el a negat și nici n-a dezvăluit alte nume. A trebuit ca judecătorii militari să găsească niște complici conjuncturali, ceea ce au și făcut, pentru a susține teza unei conspirații.

## Sentința
Suleiman Al Halabi a fost judecat de către Consiliul de Război francez și condamnat la moarte, împreună cu complicii săi. Aceștia din urmă au fost decapitați într-o piață publică.
Al Halabi a fost executat într-o manieră anacronică și atroce. Mâna dreaptă i-a fost arsă cu sulf apoi a fost tras în țeapă. Execuția a fost descrisă de Claude Desprez, martor ocular.
A fost ultimul condamnat din istorie tras în țeapă de o autoritate europeană. Este demn de consemnat că Revoluția franceză abolise tortura și practicile crude încă din perioada 1789-1793. Noul Cod Penal republican se distanța de Codul penal al vechiului regim. Toate execuțiile practicate erau prin ghilotinare, metodă considerată umană, mașina doctorului Guillotin fiind special concepută pentru a crea un minim de suferință celui condamnat.
Consiliul de război francez care l-a condamnat pe Al Halabi a afirmat că sentința a fost dată în spiritul legii locale, recte a unei metode încă practicate de catre otomani. În realitate s-a dorit să se dea un exemplu și, în același timp, satisfacție trupelor de sub conducerea lui Kléber.
Arderea mâinii criminale cu sulf nu era o practică turcească, făcând parte din suma de pedepse rituale aplicate regicidului și paricidului, în Codul penal francez anterior Revoluției.
Craniul lui Suleiman Al Halabi, dimpreună cu pumnalul cu care acesta l-a asasinat pe Jean Baptiste Kléber, se află în prezent la Musée de l’Homme din Paris, cu eticheta „Criminal”.
Pumnalul a fost expus o vreme la Muzeul de belearte din Carcassonne, adus aici de secretarul lui Kléber, André Peyrusse, de origine din Carcassonne.

## Atitudini, percepții și consemnări referitoare la Suleiman Al Halabi
Succesorul lui Kléber în funcția de comandant militar al Egiptului, generalul Jacques François de Menou-Boussay, convertit la Islam și căsătorit cu o egipteancă, a fost un recunoscut adversar al acestuia.
Deși iubit de populația locală, generalul Menou a fost urât și disprețuit de soldații săi, care îl iubiseră pe Kléber.
Abdallah Menou, după numele său musulman, și-a botezat fiul născut la puțină vreme după moartea predecesorului său cu numele Suleiman.
Figura lui Suleiman Al Halabi a fost idealizată în lumea musulmană, acesta fiind prezentat ca un martir care s-a jertfit pentru cauza independenței arabe, în lupta cu asupritorul colonialist.
Enciclopediile occidentale îl descriu fie ca fanatic religios, fie ca asasin plătit.
Dramaturgul egiptean Alfred Farag a scris o piesă de teatru intitulată Suleiman Al Halabi în anul 1965, în care personajul central este înfățișat ca un devotat slujitor al cauzei arabe.
În Egipt există mai multe străzi cu acest nume, de exemplu Soliman El Halaby Street, Emad El Dee, Cairo.
Tot în Egipt există un hotel numit după Suleiman Al Halabi.
În Alep, Republica Arabă Siriană, exista un cartier Suleiman Al Halabi.
Un batalion al forțelor rebele siriene se numește astfel.